# The God Machine (Band)
The God Machine war eine Rockband, die von 1991 bis 1994 bestand.

## Werdegang
Die Mitglieder Robin Proper-Sheppard (Gesang, Gitarre), Jimmy Fernandez (Bass) und Ronald Austin (Schlagzeug, Klavier) kannten sich aus der High-School und spielten in einer Formation, die „Society Line“ hieß. In London traten sie das erste Mal als The God Machine in einem Club in Camden auf. Sie nahmen dann einige EPs auf und spielten ihr erstes Album „Scenes From The Second Storey“ ein.
Nach dem Ende der Aufnahmen zu ihrem zweiten Album „One Last Laugh In A Place Of Dying...“ verstarb Jimmy Fernandez vermutlich an einem Gehirntumor und die Band löste sich daraufhin auf.
Robin Proper-Sheppard gründete ein Plattenlabel und spielt heute in der Band Sophia. Ronald Austin schreibt heute Drehbücher, dreht und produziert Filme.
The God Machine spielen experimentellen, melancholischen Rock mit Noiseanklängen. Ihre Lieder bestehen aus komplexen, dunklen, teilweise harten Gitarrenwänden mit abwechselnden ruhigen Passagen.

## Diskografie

### Alben
- 1993: Scenes From The Second Storey
- 1994: One Last Laugh in a Place of Dying

### EPs
- 1991: Purity
- 1992: Desert Song
- 1992: Ego
- 1993: Home